# Squirrel
Squirrel é uma linguagem de programação de alto nível, imperativa e orientada a objetos, desenvolvida para ser uma linguagem de script leve para ser usada em jogos.
MirthKit, um simples kit de ferramentas para construção e distribuição de jogos 2D multiplataforma de código aberto, usa Squirrel em sua plataforma. Squirrel é usada extensivelmente pelo Code::Blocks para criação de scripts, e foi usada também nos jogos Final Fantasy Crystal Chronicles: My Life as a King e Left 4 Dead 2.